# Most Girls (canción de Hailee Steinfield)
«Most Girls» —en español: «La mayoría de las chicas»— es una canción grabada por la cantante y actriz estadounidense Hailee Steinfeld y pretende ser el sencillo principal de su próximo álbum debut de estudio que es muy probable que se publique en 2018. Fue lanzado el 28 de abril de 2017 por Republic Records. Hailee escribió el «himno del empoderamiento femenino» con Jeremy Dussolliet, Tim Sommers, Asia Whiteacre, y los coproductores del disco, Ryan Tedder y Zach Skelton.

## Video musical
El video musical oficial de "Most Girls" fue dirigido por Hannah Lux Davis y se estrenó el 23 de mayo de 2017. El clip comienza con Steinfeld rechazando a un hombre que dice que «no es como la mayoría de las chicas». A lo largo de la mayoría del video, Hailee «canaliza» diferentes personajes, incluidos un boxeador, una chica fiestera y un ratón de biblioteca. Arielle Tschinkel de Idolator escribió que la premisa del video enfatiza «que las chicas pueden ser quienes quieran ser» mientras que Daily Mail agregó que Hailee está «celebrando ser mujer» en el video. Al final del video, Hailee se une a un grupo de mujeres jóvenes que llevan camisetas estampadas con atributos positivos como «sin miedo» e «implacables».
Mientras que el video recibió elogios por su mensaje de abrazar la individualidad, también generó algunas críticas por su falta de diversidad. «Todas estas chicas son extremadamente delgadas y femme», escribe Aimée Lutkin de The Muse-Jezebel, «así que en realidad la mayoría de las chicas no aparecen en este video».

## Posicionamiento en listas
| Listas (2017)                               | Mejor posición |
| ------------------------------------------- | -------------- |
| Australia (ARIA)                            | 18             |
| Bélgica (Flandes) (Ultratip Bubbling Under) | 33             |
| Canadá (Canadian Hot 100)                   | 42             |
| Irlanda (IRMA)                              | 29             |
| Países Bajos (Mega Single Top 100)          | 76             |
| Nueva Zelanda (Recorded Music NZ)           | 38             |
| Filipinas (Philippine Hot 100)              | 25             |
| Escocia (Scottish Singles Sales Chart)      | 24             |
| Eslovaquia (Rádio Top 100)                  | 57             |
| Suecia Heatseeker (Sverigetopplistan)       | 12             |
| Reino Unido (UK Singles Chart)              | 34             |
| Estados Unidos (Billboard Hot 100)          | 58             |
| Estados Unidos (Adult Top 40)               | 28             |
| Estados Unidos (Mainstream Top 40)          | 26             |

## Certificaciones
| País           | Certificación | Ventas    | Ref    |
| -------------- | ------------- | --------- | ------ |
| Estados Unidos | Platino       | 1,000,000 | [ 26 ] |
| Australia      | Platino       | 70,000    | [ 27 ] |
| Canadá         | Platino       | 80,000    | [ 28 ] |
| Italia         | Oro           | 50,000    | [ 29 ] |
| Reino Unido    | Oro           | 400,000   | [ 30 ] |

## Historial de lanzamientos
| País           | Fecha               | Formato(s)             | Discográfica | Ref.   |
| -------------- | ------------------- | ---------------------- | ------------ | ------ |
| Todo el mundo  | 28 de abril de 2017 | Descarga digital       | Republic     | [ 31 ] |
| Reino Unido    | 28 de abril de 2017 | Contemporary hit radio | Island       | [ 32 ] |
| Estados Unidos | 2 de mayo de 2017   | Contemporary hit radio | Republic     | [ 33 ] |
| Estados Unidos | 15 de mayo de 2017  | Hot adult contemporary | Republic     | [ 34 ] |
| Italia         | 14 de julio de 2017 | Contemporary hit radio | Universal    | [ 35 ] |